# Tri sestre (drama)
Tri Sestre (rus. Три сестры) je drama ruskog pisca Antona Pavloviča Čehova napisana 1900., a prvi put izvedena 1901. u Moskovskom umjetničkom kazalištu. 

## Likovi
Andrej Sergejevič Prozorov

Natalija Ivanova - Andrejeva žena
Tri sestre:

Olga

Maša

Irina
Fjodor Ilijič Kuligin

Aleksandar Ignatjevič Veršinjin

Nikolaj Ljvovič Tusenbach

Vasilj Vasiljevič Soljini

Ivan Romanovič Čebutikin

Aleksej Petrovič Fedotik

Vladimir Karlovič Rode

Ferapont

Anfisa

## Radnja
Drama Tri sestre podijeljena je u četiri čina. Mjesto radnje je neki ruski provincijski grad, gdje živi obitelj Prozorov: sestre Olga, Maša i Irina, te brat Andrej. Doselili su se iz Moskve prije jedanaest godina zbog prekomande njihovog oca generala. Sestre Prozorov nikad se nisu navikle na provinciju i dalje čeznu za Moskvom, koja u njihovim očima jedina pruža životne perspektive.
Na početku prvog čina najmlađa sestre Irina slavi imendan, a ujedno je i godišnjica smrti generala Prozorova. Dolaze časnici na službi u gradu, stalni gosti u domu Prozorovih: poručnik barun Tusenbach, kapetan Soljoni i vojni liječnik Čebutikin. Premda bi zbog imendana trebala biti u slavljeničkom raspoloženju, Irina nije sretna, a ni njezine sestre. Najstarija Olga predaje u gimnaziji i umorna je od jednoličnosti svakodnevnice. Maša, koja ima dvadeset jednu godinu, jedina je od sestara udana, ali njezin muž, profesor Kuligin, pokazuje se drukčijim no što ga je ona zamišljala. Irina, nasuprot njima, smatra da rad može osmisliti njezin inače isprazan život. Barun Tusenbach uvodi u društvo potpukovnika Veršinjina, novog zapovjednika vojarne koji je stigao s obitelji. Veršinjin se u razgovoru prisjeća dana koje je u Moskvi provodio kod generala Prozorova. Dolazak Veršinjina iz Moskve kod sestara budi ponovnu želju za povratkom u Moskvu. Veršinjin upoznaje i brata Andreja koji želi biti znanstvenik i nada se da će dobiti posao na Moskovskom sveučilištu. Prvi čin završava dolaskom profesora Kuligina te djevojke Natalije Ivanove, kojoj Andrej izjavljuje ljubav i prosi je.
Između prvog i drugog čina protječe, dramski neprikazano, vrijeme od godinu dana. Na početku drugoga čina nalazimo radikaliziranu situaciju s početka prvoga: za cijelu obitelj Prozorov ispunjenje njihovih želja i Moskva postaju svakim danom sve udaljeniji. Andrej i Natalija Ivanova su u braku i imaju sina, no Andrej je nezadovoljan brakom, a nije dobio ni željeno mjesto na sveučilištu, već radi kao činovnik u upravi kojom predsjeda Protopopov, trenutni ljubavnik njegove žene. Andrej se kocka i neprestano gubi. I Maša je vrlo nezadovoljna brakom, te prihvaća udvaranje potpukovnika Veršinjina. Irina je zaposlena kao telegrafistica na pošti i rad je ubija - ne želi više raditi. U nju su zaljubljeni i Tusenbach i Soljoni, koji, nakon što ga Irina odbije, prijeti da će ubiti svog suparnika. Drugi čin završava Irininim čeznutljivim usklicima: "U Moskvu ! U Moskvu ! U Moskvu !"
Mjesto radnje na početku trećaga čina je Irinina i Olgina soba poslije ponoći, dok je grad zahvaćen velikim požarom. U tom kaosu Veršinjin spašava svoje kćeri, Olga izlazi pomoći nastradalima, Kuligin posvuda traži svoju ženu Mašu, a Irina je zadovoljna jer će morati pristati na brak s Tusenbachom. Odlučuje s njim otići u Moskvu. Andrej priznaje da je prokockao kuću, na što Olga napušta obitelj i sa sluškinjom odlazi živjeti u školski stan.
U četvrtom činu vojnici napuštaju grad i opraštaju se od sestara Prozorov, u turobnoj i mučnoj atmosferi. Irina doznaje da su Tusenbach i Soljoni ugovorili dvoboj, u kojem će Tusenbach uskoro smrtno stradati. Veršinjin se oprašta s Mašom. Drama završava monolozima triju sestara, koje one izgovaraju uz glazbu koja prati vojsku na odlasku iz grada: monolozi otkrivaju njihovu spoznaju o nemogućnosti da se u budućnosti dogodi išta dobroga i o osuđenosti na besmislen život.